# 벌컨 인사

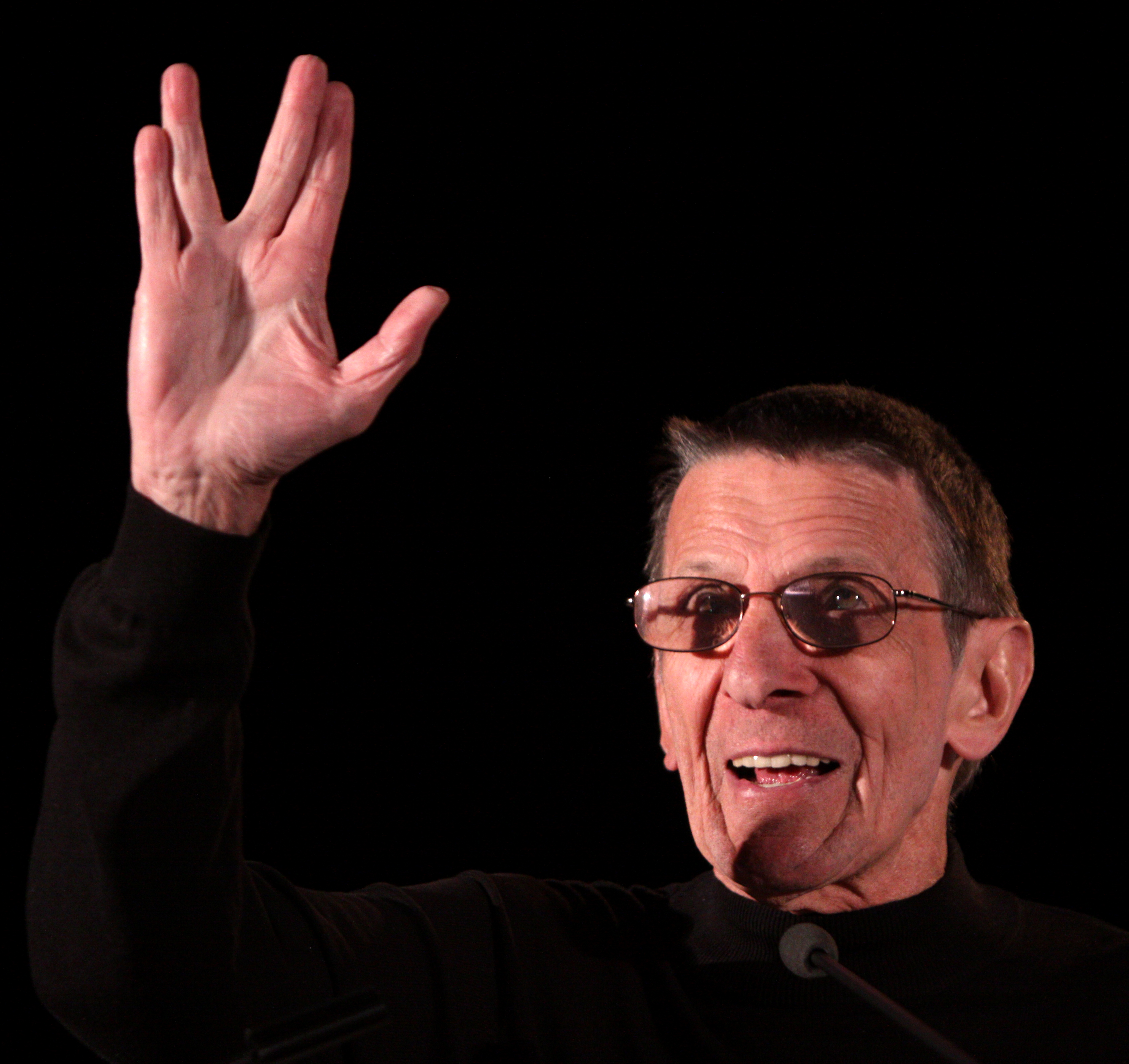
레너드 니모이의 벌칸 인사

벌칸 인사(영어: Vulcan salute)는 미국의 1960년대 SF 드라마 《스타 트렉》에서 나온 손 인사이다. 엄지는 혼자 두고, 새끼와 약손가락을 붙이며, 가운데와 집게는 붙인다. 가운데와 약손가락 사이는 벌린다.

## 개요
벌컨족 스폭을 연기한 레너드 니모이가 고안했다. 이 제스처를 취하며 "장수와 번영을" (live long and prosper)이라고 말하는 것이 일반적이다.